# Институт естествознания Исландии
Институт естествознания Исландии (исл. Náttúrufræðistofnun Íslands) — исландское государственное учреждение, находящийся в ведении Министерства окружающей среды, энергетики и климата Исландии. Занимается исследованиями природной среды Исландии.
История Института естествознания Исландии восходит к 1889 году, когда было основано Исландское общество естествознания. В 1947 году это общество передало в дар государству все свои естественнонаучные коллекции и научную библиотеку, тем самым заложив основы будущего института. Официальной датой создания учреждения считается 1 июня 1992 года, когда Альтингом был принят закон об Институте естествознания Исландии и центрах изучения природы.
Института естествознания Исландии отвечает за широкий спектр исследований:
- проводит фундаментальные и прикладные исследования природной среды Исландии, уделяя особое внимание ботанике, экологии, таксономии, геологии и зоологии;
- поддерживает научные коллекции и базы данных;
- собирает и издаёт литературу по естественнонаучным исследования Исландии;
- управляет исландской схемой кольцевания птиц;
- участвует в работе по устойчивому использованию природных ресурсов и освоению земель в Исландии;
- оценивает статус сохранения видов, геологических образований, мест обитания и экосистем;
- наблюдает за регистрацией природных явлений в Реестре охраны природы Исландии и предлагает дополнения к этому Реестру;
- организует мониторинг природной среды Исландии;
- предоставляет ряд услуг для широкой общественности, от научных исследований до услуг по идентификации вредителей.